# Wendy Obein
Wendy Obein (født 26. september 1986 i Poissy, Frankrig) er en kvindelig fransk håndboldspiller, der spiller i Mérignac Handball i Division 1 Féminine, som målvogter.
Hun har tidligere spillet for Nantes Atlantique Handball, Fleury Loiret HB, tyske TuS Metzingen og spanske BM Bera Bera.